# Алея дуба червоного (пам'ятка природи)
Але́я ду́ба черво́ного — вікове насадження дуба червоного, ботанічна пам'ятка природи місцевого значення.
Оголошена відповідно до Рішення облвиконкому від 29.08.1984р. №371. 

## Місцезнаходження
Розташована на в'їзді у с. Підлісний Ялтушків Жмеринського району на Вінниччині.

## Опис
Дворядна алея є візитівкою села. Висаджена селянами у 1912 р. за наказом тодішнього пана Кобилянського. Довжина алеї становить 1 км.

|                                      | Це унікальна ботанічна пам’ятка: в жовтні, коли листя цих дубів стає червоним, алея нагадує ряди смолоскипів. Видовище вражаюче! |
| — Олександр Любчак, «Дуби-патріархи» | |

Алея оголошена об'єктом природно-заповідного фонду (ботанічною пам'яткою природи місцевого значення). Цінність полягає в історичному, науково-пізнавальному та естетичному значеннях.